# Pyrénées-Orientales
Pyrénées-Orientales (66) (Catalaans: Pirineus Orientals) is een Frans departement.

## Geschiedenis
Het departement was een van de 83 departementen die werden gesticht tijdens de Franse Revolutie, op 4 maart 1790 door uitvoering van de wet van 22 december 1789, uitgaande van de provincie Roussillon en een klein deel van Languedoc dat de Fenouillèdes heet. Historisch gezien is Roussillon een deel van Catalonië dat grotendeels in Spanje is komen te liggen. Daarom wordt dit departement aan beide kanten van de grens als 'Noord-Catalonië' aangeduid, als deel van de Catalaanse landen.

## Geografie
Pyrénées-Orientales wordt omringd door de Middellandse Zee in het oosten, Spanje in het zuiden, het departement Aude in het noorden en Andorra en het departement Ariège in het westen. In het departement bevindt zich de Spaanse enclave Llívia. Het departement behoort tot de regio Occitanie.
Pyrénées-Orientales bestaat uit drie arrondissementen:
- Céret
- Perpignan
- Prades

Pyrénées-Orientales bestaat uit 17 kantons:
- Kantons van Pyrénées-Orientales

Pyrénées-Orientales bestaat uit 226 gemeenten:
- Lijst van gemeenten in het departement Pyrénées-Orientales

Deze gemeenten hebben zich verenigd in de volgende Communautés de communes
- Agly Fenouillèdes
- Les Albères et de la Côte Vermeille
- Les Aspres
- Canigou Val Cady
- Capcir Haut Conflent
- Haut Vallespir
- Pyrénées Cerdagne
- Le Rivesaltais et l'Agly
- Roussillon Conflent
- Salanque Méditerranée
- Secteur d'Illibéris
- Sud Roussillon
- Vallespir
- Vinça Canigou

## Demografie
Bevolkingsgroei:
- 1954: 230 285 inwoners
- 1975: 299 506 inwoners
- 1982: 334 557 inwoners
- 1990: 363 796 inwoners
- 1999: 392 803 inwoners
(zonder dubbeltellingen)

### Demografische evolutie sinds 1962
| Naam                | Index 1962 | Index 1968 | Index 1975 | Index 1982 | Index 1990 | Index 1999 | Index 2008 | Index 2019 |
| ------------------- | ---------- | ---------- | ---------- | ---------- | ---------- | ---------- | ---------- | ---------- |
| Pyrénées-Orientales | 100,0      | 112,2      | 119,2      | 133,2      | 144,8      | 156,4      | 175,7      | 190,9      |
| Frankrijk*          | 100,0      | 107,1      | 113,3      | 117,0      | 121,9      | 126,0      | 133,8      | 140,1      |

| Naam                | Inw./km² 1962 | Inw./km² 1968 | Inw./km² 1975 | Inw./km² 1982 | Inw./km² 1990 | Inw./km² 1999 | Inw./km² 2008 | Inw./km² 2019 |
| ------------------- | ------------- | ------------- | ------------- | ------------- | ------------- | ------------- | ------------- | ------------- |
| Pyrénées-Orientales | 61,0          | 68,5          | 72,8          | 81,3          | 88,4          | 95,4          | 107,2         | 116,6         |
| Frankrijk*          | 84,2          | 90,1          | 95,4          | 98,5          | 102,7         | 106,1         | 112,7         | 119,7         |

Frankrijk* = exclusief overzeese gebieden
Bron: Recensement Populaire INSEE - 1962 tot 1999 population sans doubles comptes, nadien Population Municipale
Op 1 januari 2022 had Pyrénées-Orientales 492.964 inwoners.

### De 10 grootste gemeenten in het departement
| #  | Gemeente                     | Aantal inwoners (2022) |
| -- | ---------------------------- | ---------------------- |
| 1  | Perpignan                    | 120.996                |
| 2  | Canet-en-Roussillon          | 13.005                 |
| 3  | Saint-Cyprien                | 11.995                 |
| 4  | Saint-Estève                 | 11.673                 |
| 5  | Pia                          | 11.174                 |
| 6  | Argelès-sur-Mer              | 10.779                 |
| 7  | Cabestany                    | 10.414                 |
| 8  | Saint-Laurent-de-la-Salanque | 9.941                  |
| 9  | Elne                         | 9.479                  |
| 10 | Rivesaltes                   | 9.151                  |

## Afbeeldingen

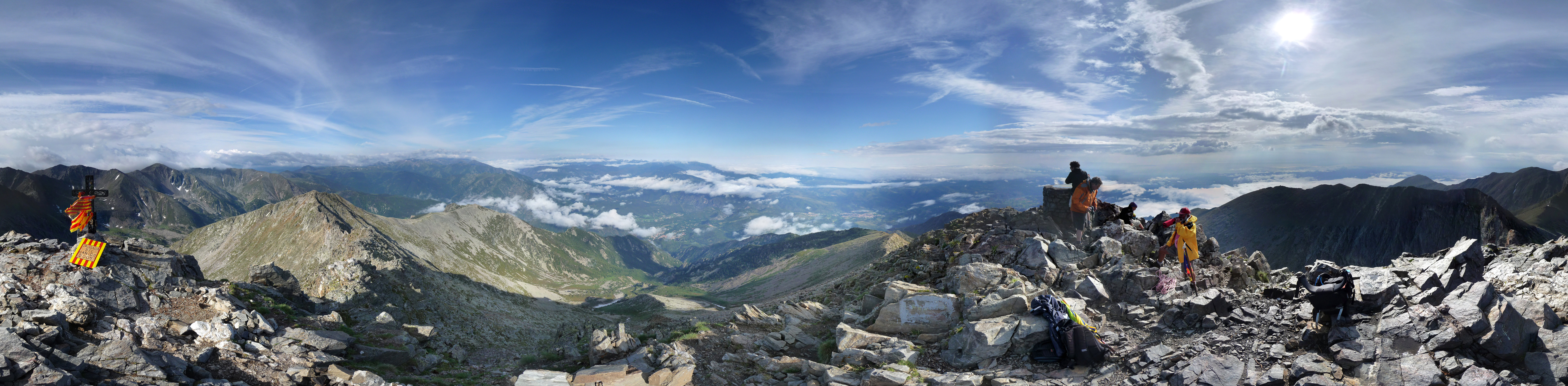
Op de Pic du Canigou
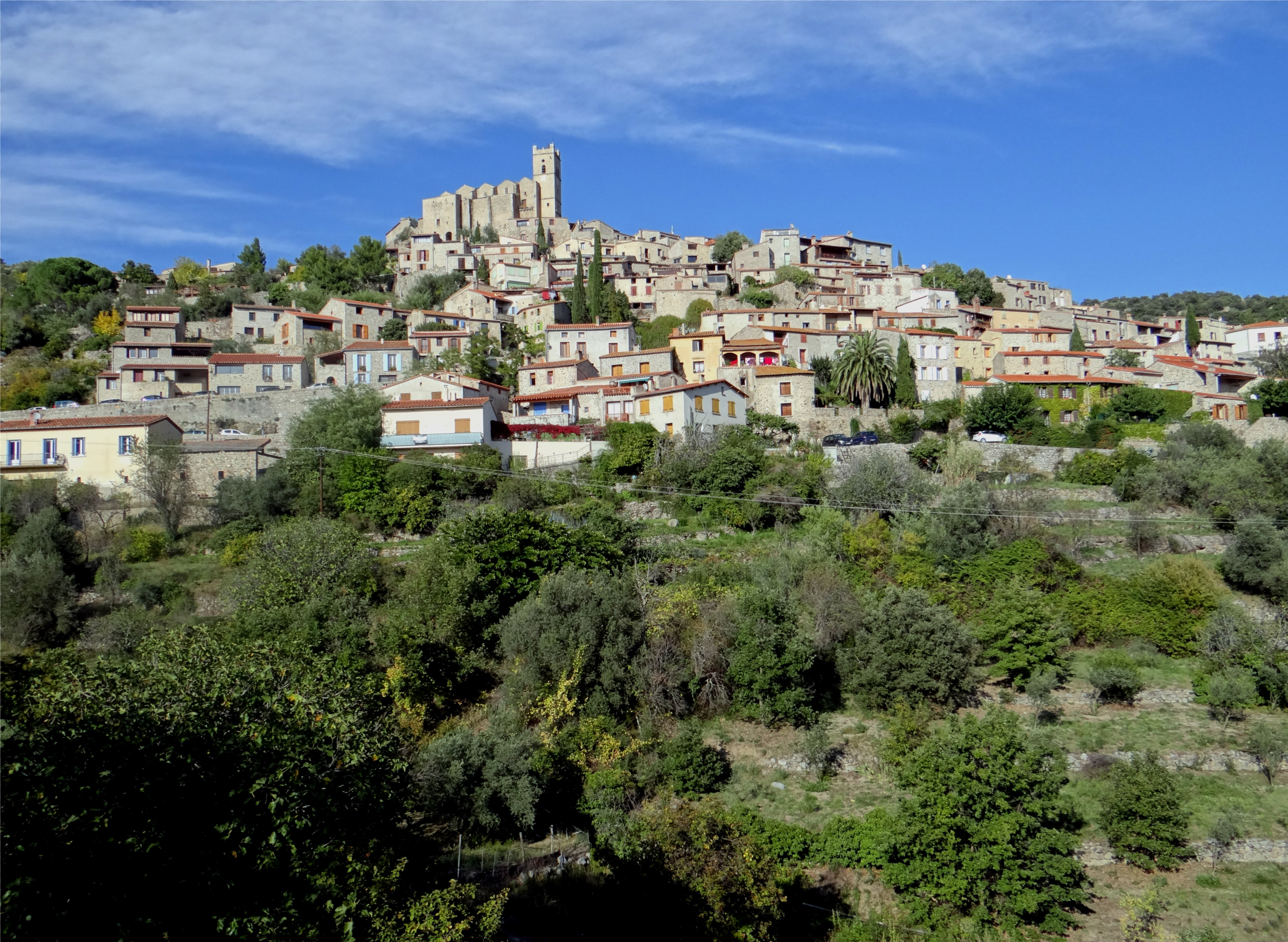
Eus
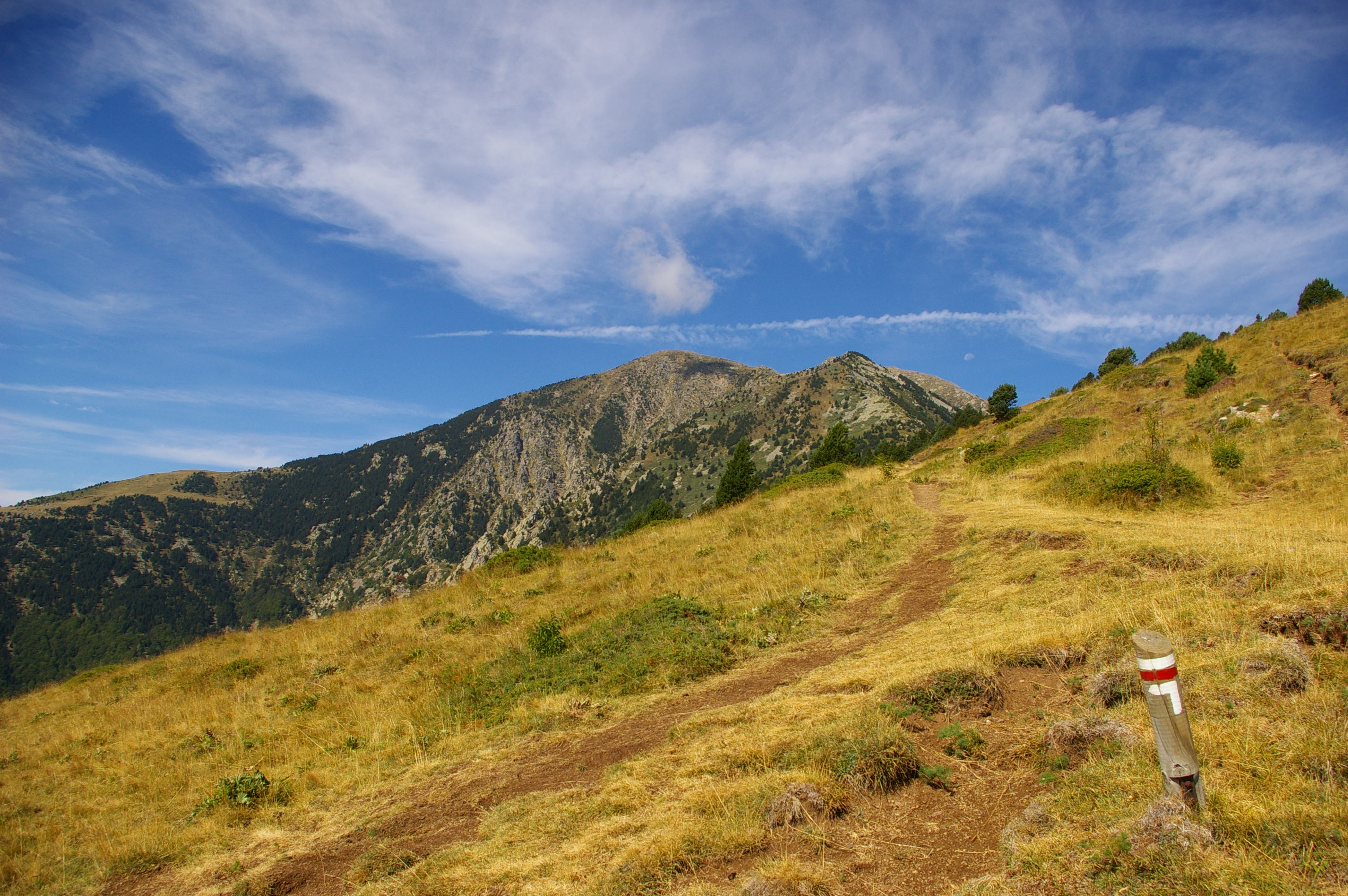
Col de la Cirere, op de GR10
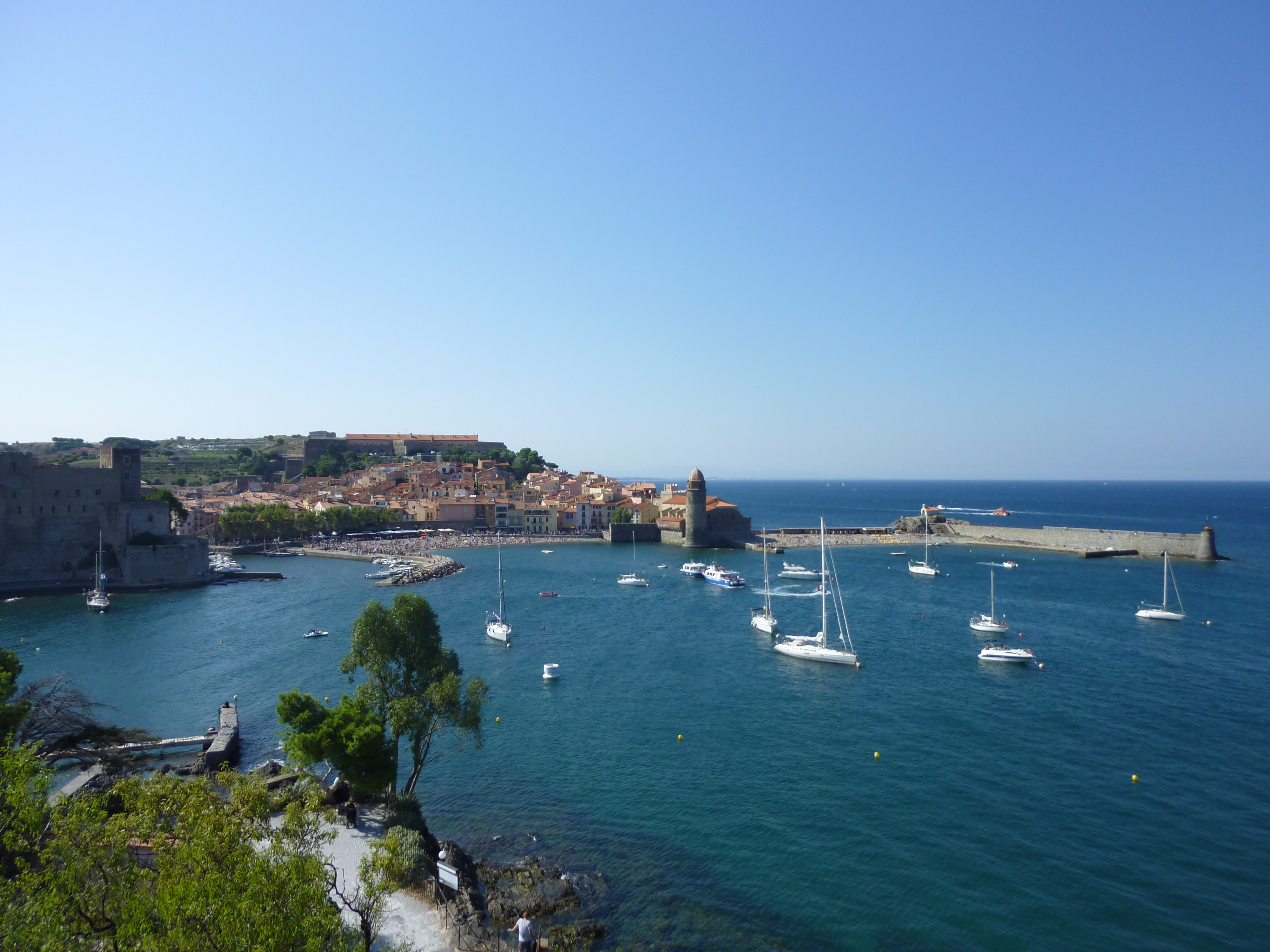
Collioure
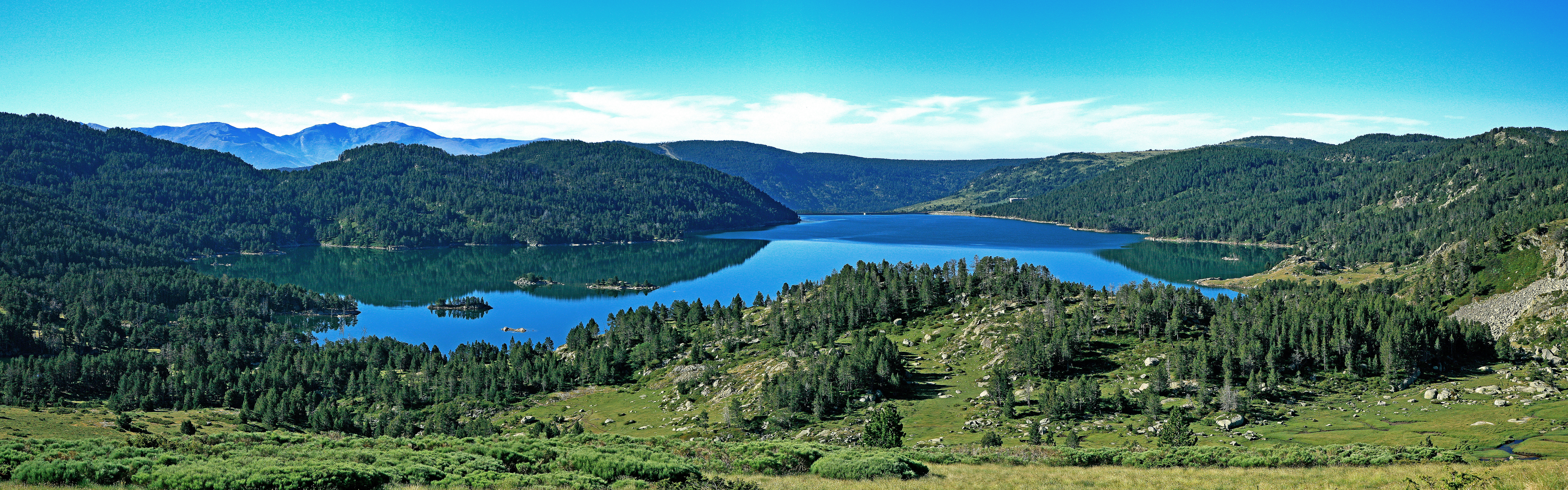
Lac des Bouillouses
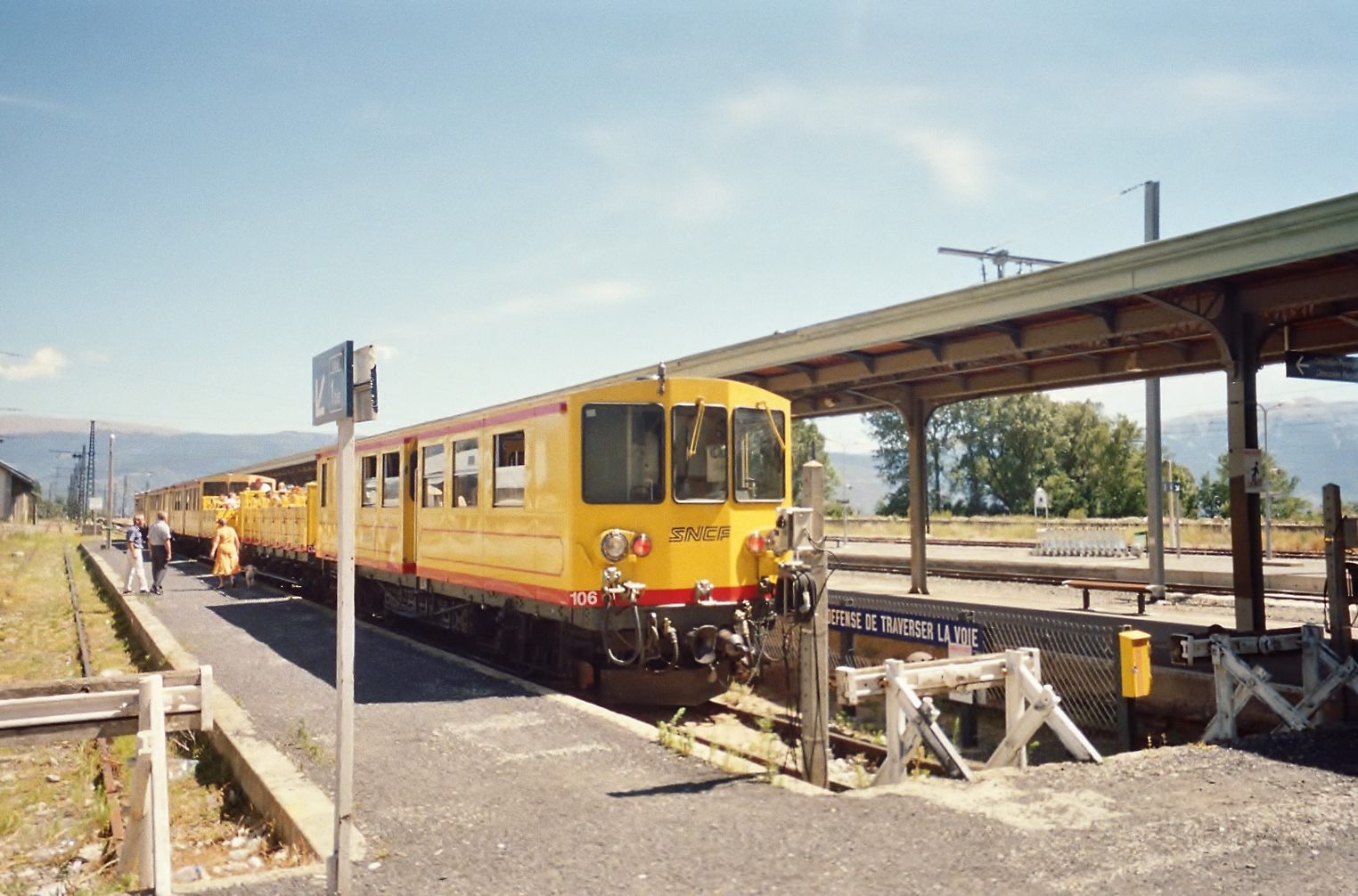
Gele trein in Station Latour-de-Carol - Enveitg